# Comunità montana Alto Basento
La Comunità montana Alto Basento si trova in provincia di Potenza (Basilicata). 
La comunità è costituita dai seguenti comuni:
- Albano di Lucania
- Avigliano
- Brindisi Montagna
- Campomaggiore
- Cancellara
- Castelmezzano
- Filiano
- Pietragalla
- Pietrapertosa
- Pignola
- Trivigno
- Vaglio Basilicata